# Караойський сільський округ (Уїльський район)
Карао́йський сільський округ (каз. Қараой ауылдық округі, рос. Караойський сельский округ) — адміністративна одиниця у складі Уїльського району Актюбінської області Казахстану. Адміністративний центр — село Караой.
Населення — 1058 осіб (2021; 1540 у 2009, 1861 у 1999, 2056 у 1989).
Станом на 1989 рік існувала Жетикольська сільська рада (села Жаксиколь, Караой, Кубасай). Село Жаксиколь ліквідовано 2012 року.

## Склад
До складу округу входять такі населені пункти:
| Населений пункт   | Населення, осіб (1989) | Населення, осіб (1999) | Населення, осіб (2009) | Населення, осіб (2021) |
| ----------------- | ---------------------- | ---------------------- | ---------------------- | ---------------------- |
| Караой, село      | 1336                   | 1560                   | 1383                   | 984                    |
| --Жаксиколь, село | 328                    | 138                    | 35                     | -                      |
| Кубасай, село     | 392                    | 163                    | 122                    | 74                     |